# Регей Роман Богданович
Регей Рома́н Богда́нович — учасник Афганської війни 1979–1989 років, проживає в місті Івано-Франківськ.

## Нагороди
- орден «За заслуги» III ступеня (13.2.2015)